# Nacra
La nacra (Pinna nobilis) és un mol·lusc bivalve endèmic del mar Mediterrani i n'és el més gros, ja que pot arribar a fer més d'un metre de llargada. A més, pot arribar a viure fins als cinquanta anys, tot i així, és habitual que visquin entre quinze i vint anys. És de color bru i es col·loca de manera vertical en la sorra, sovint dins de prats de posidònia.
Habita en fons sorrencs, des dels 0 fins als 45 metres aproximadament, especialment en praderes de fanerògames marines com les de Posidonia oceanica i Cymodocea nodosa, encara que es pot trobar en fons sorrencs on hi hagi substrat dur per adherir el bissus. Sol tenir un terç de la seva estructura soterrada. És una espècie hermafrodita, la seva reproducció es produeix principalment en els mesos d'estiu, tot i que es pot donar en altres períodes. La seva alimentació es realitza per filtració. Té una mena de pilositat (byssus) amb la qual s'havien fet teixits similars a la seda (seda de mar).
Abans era una espècie comuna, però actualment ha passat a la categoria d'espècie amenaçada. Les causes del seu declivi són la contaminació, la pesca, la desaparició de les praderes de posidònia i les àncores dels vaixells.
Estan quasi extingides a la Mediterrània, i només alguns exemplars de nacra resisteixen l'atac del protozou Haplosporidium, un paràsit que ha generat grans mortaldats d'aquesta espècie des del 2016. L'any 2020, segons va explicar el cap del Departament d'Espècies en Perill d'Extinció del Govern Balear, només es tenia constància de set o vuit exemplars vius en tot l'arxipèlag balear. A finals d'octubre del 2020 se'n trobaren vuit exemplars vius a les costes de Menorca i Mallorca.
A la Badia dels Alfacs del delta de l'Ebre, zona sorrenca amb poca altura d'aigua, es conserva la segona població coneguda més gran del món amb uns 90.000 exemplars.
A la zona del cap de Creus s'han localitzat exemplars entre camps de posidònia.